# Olivier Jay
 (avril 2012).
Pour les articles homonymes, voir Jay.
Olivier Jay est un conseiller en communication et journaliste français. Depuis janvier 2021, il préside Teneo Strategy France, filiale française de Teneo Holdings, agence de conseil américaine spécialisée dans le conseil aux dirigeants et le conseil de grands groupes détenue par le fonds CVC. Il conseille des entreprises françaises et internationales sur des enjeux de crise et les accompagne pour développer leur image corporate. Il était auparavant partner (associé) chez Brunswick, société internationale de communication stratégique et financière, d'avril 2013 à janvier 2021. 
Né le 8 mai 1958, il a été auparavant journaliste, spécialisé en économie et en
questions religieuses et a dirigé plusieurs magazines et journaux (Le Journal du Dimanche, Enjeux-Les Echos, L'Usine Nouvelle, 

Directeur de la rédaction du Journal du dimanche jusqu’en juillet 2011, il collabora ensuite à Europe 1 et Paris Match, tout en réalisant de temps à autre des interviews pour Le Journal du Dimanche. Il assura à partir de février 2012 l’éditorial économique de la matinale d'I-Télé. 

## Biographie

### Formation
Après des études secondaires à Longwy, et deux ans de droit à Nancy, il est diplômé de l'Institut d'études politiques de Paris en 1979 et du Centre de formation des journalistes de Paris en 1980.

### Parcours  professionnel
Il fait ses débuts à la Correspondance de la Presse (Société générale de presse) (1980-81)

#### Proche collaborateur du Cardinal Lustiger (1981-1987)
Puis, il rejoint le Cardinal Lustiger comme conseiller pour les relations extérieures. Seul laïc à cette époque dans son proche entourage, il organise ses relations avec la presse et participe aux relations avec les milieux politiques, notamment au moment de l'affaire de l'école libre. Il crée en 1983 l'hebdomadaire Paris Notre-Dame, puis il prend la direction de Radio Notre Dame qu'il professionnalise, en instaurant une majorité d'émissions en direct, notamment dans la tranche Matinales.

#### L'Express (1987-1988)
Il exerce une position de journaliste au service France.

#### Directeur des relations extérieures deLafarge(1988-1991)
Il entre chez Lafarge comme directeur de cabinet du président (Olivier Lecerf, puis Bertrand Collomb) et directeur des relations extérieures.

#### Fondateur d’Enjeux-Les Échos(1991-2000)
A l’été 1990, Nicolas Beytout, alors directeur de la rédaction, l’appelle comme rédacteur en chef des suppléments des Échos. Puis il est nommé rédacteur en chef de Dynasteurs qu’il transforme en Enjeux-Les Échos en avril 1992. Enjeux se développera au fil des années pour devenir la référence d’un magazine économique à destination des cadres supérieurs, cible sur laquelle il dépassera L’Expansion.[réf. nécessaire]
A l’été 2000, il quitte Enjeux où lui succède François Lenglet.

#### Création de Bayardweb (2000-2005)
En septembre 2000, il devient directeur des rédactions numériques du Groupe Bayard et parallèlement gérant de Bayardweb, une structure commune à Bayard, Suez et Mederic, destinée à créer des sites Internet. Une équipe de 80 personnes met en place les sites correspondant aux 30 titres de Bayard (Notretemps.com, La-croix.com, Croire.com, J’aimelire.com, Pommedapi.com, etc.). En 2003-2004, Bayard devient le seul actionnaire de la société et un plan de réduction des effectifs est appliqué.
Olivier Jay s’est présenté comme rédacteur en chef de La Croix mais la rédaction, obligatoirement consultée, s’y est opposée en raison des relations complexes entre Bayardweb et les rédactions « papier » et des idées « libérales » d'Olivier Jay[réf. nécessaire].

#### L’Usine nouvelle(2006-2008)
En mars 2006, il prend la direction de la rédaction de L’Usine nouvelle, dont il conduit une nouvelle formule en septembre de la même année.

#### Au Journal Du Dimanche (2008-2011)
En mai 2008, Christian de Villeneuve, nommé directeur de la rédaction du JDD, l’embauche comme directeur-adjoint. Ils préparent ensemble une nouvelle formule du journal. Mais les relations se dégraderont notamment sur un désaccord sur l’édition du samedi du JDD qu’Olivier Jay est partisan d’arrêter.[réf. nécessaire] En février 2010, il lui succède.
Le 7 mars 2011, sort une nouvelle formule du JDD marquée notamment par une réduction du format (berlinois vers le grand tabloïd), de nouvelles rubriques et une maquette élaborée avec le designer anglais Mark Porter. Cette nouvelle formule poursuit l’évolution continue d’un journal autrefois populaire vers un public plus haut de gamme.
Olivier Jay quitte la direction de la rédaction en Juillet 2011. Il continue de collaborer épisodiquement avec le journal en interviewant des personnalités, comme Jean Vanier, Pascal Nègre, Daniel Rondeau ....

#### Paris Match (octobre 2011- 2013)
Il a assuré « Polémique'éco », l'éditorial économique du journal.

#### Europe 1 (octobre 2011-2013)
L'Hebdo de l'éco, en direct à 18 h 30 chaque vendredi dans la tranche de Nicolas Poincaré.

#### Itélé
Il a assuré en 2012 l'éditorial économique de la Matinale. Venant juste après la revue de presse, cette chronique se focalise sur les trois points-clés de l'actualité économique du jour.

## Publications
- 1981 : La presse (avec Francis Balle) (Larousse).
- 1998 : Nos chers privilèges, quand les mauvais acquis chassent les bons Grasset : une réflexion sur les acquis sociaux et les freins qu’ils peuvent constituer à la croissance dans une période d’allongement de la durée de la vie et de croissance mondiale ouverte.
- 2000 : Internet, petit manuel de survie (entretiens avec Dominique Wolton) : un livre d’entretiens sur Internet et ses conséquences sur la société.
- 2013 : Génération Pigeons (Editions Michalon) avec Jean-David Chamboredon, fondateur du fonds Isai[7]